# Argyreia sericea
Argyreia sericea är en vindeväxtart som beskrevs av Dalz. och Gib. Argyreia sericea ingår i släktet Argyreia och familjen vindeväxter. Inga underarter finns listade i Catalogue of Life.